# هارون (نام کوچک)
هارون نامی برای مردان است. افراد شاخص با این نام از این قراراند:
- هارون یکی از پیامبران بنی‌اسرائیل
- هارون الرشید خلیفه عباسی
- هارون تسیخانوور زیست‌شناس اسرائیلی
- هارون راعون شاعر افغانستانی
- هارون مونس گروگان‌گیر سیدنی
- هارون ولایت امامزاده‌ای در اصفهان
- هارون یحیی نویسندهٔ ترک